# 阿尔莫纳西德索里塔
阿尔莫纳西德索里塔，是西班牙卡斯蒂利亚-拉曼恰瓜达拉哈拉省的一个市镇。总面积45平方公里，总人口788人（2001年），人口密度18人/平方公里。